# Скібнев-Курче
Скібнев-Курче (пол. Skibniew-Kurcze) — село в Польщі, у гміні Соколів-Підляський Соколовського повіту Мазовецького воєводства.
Населення — 84 особи (2011).
У 1975-1998 роках село належало до Седлецького воєводства.

## Демографія
Демографічна структура станом на 31 березня 2011 року:
|          | Загалом | Допрацездатний вік | Працездатний вік | Постпрацездатний вік |
| -------- | ------- | ------------------ | ---------------- | -------------------- |
| Чоловіки | 41      | 10                 | 27               | 4                    |
| Жінки    | 43      | 9                  | 24               | 10                   |
| Разом    | 84      | 19                 | 51               | 14                   |